# Lamprosema eximialis
Lamprosema eximialis là một loài bướm đêm trong họ Crambidae.